# Stop Her on Sight (S.O.S.)
"Stop Her on Sight (SOS)" es una canción escrita en 1966 por Albert Hamilton, Richard Morris y Edwin Starr. Fue lanzado inicialmente por Starr como sencillo en los Estados Unidos en enero de ese año en Ric-Tic Records. La pista fue lanzada en Polydor Records en el Reino Unido en abril de 1966.
La pista fue producida por el coguionista Richard Morris y Al Kent, utilizando los elementos populares de Motown Sound. Fue el tercer éxito consecutivo en las listas de éxitos de Starr, después de sus lanzamientos anteriores de "Agent OO Soul" y "Back Street". AllMusic señaló que "todo sobre este disco es notablemente nítido".
La pista fue popular en la escena soul del norte del Reino Unido. A partir de agosto de 2022, las copias del sencillo de vinilo original se venden en línea por más de £ 35 ($ 43).
Varias versiones de la canción fueron grabadas por Deon Jackson (1966), Long John Baldry (Looking at Long John, 1966), Bob Kuban and the In-Men (1966), Cliff Bennett y the Rebel Rousers (1967), The Foundations (1968), Alan Caddy Orchestra & Singers (1970) y Rare Earth (1978), entre otros.

## Gráficos
| Gráfico (1966)                           | Posición máxima |
| ---------------------------------------- | --------------- |
| Billboard Hot 100 de EE. UU.             | 48              |
| Sencillos de R&B de Billboard de EE. UU. | 9               |
| Record World de EE. UU. 100 Top Pops     | 45              |
| Lista de singles del Reino Unido         | 11              |